# Turnul de apă din Arad
Turnul de apă este o clădire din municipiul Arad, realizată de firma engleză Shone și Ault, firmă care a executat primul proiect de alimentare cu apă al Aradului.
Turnul de apă are o capacitate de înmagazinare de 300 mc, o înălțime de 34 metri și a fost construit în anul 1895, pentru aprovizionarea cu apă a orașului și pentru semnalarea incendiilor, motiv pentru care a fost ridicat în vecinătatea cazărmii pompierilor. La momentul construirii, a fost cea mai înaltă clădire a orașului. Este o construcție masivă din piatră și cărămidă, care se remarcă prin decorația balcoanelor și a ferestrelor. Turnul a servit în sistemul de aprovizionarea cu apă al orașului până în anul 1956.
Din 1990 turnul este în proprietate particulară, găzduind galeria de artă "Turnul de apă", care are o expoziție permanentă a apei, și multe expoziții de artă sau tematice.
Spațiul expozițional se întinde pe 5 nivele: 
- la etajul I sunt organizate expoziții temporare ale artiștilor plastici.
- la etajul II sunt prezentate lucrări ale anilor ’70 – ’80, realizate de pictori arădeni.
- la etajul III este expoziția Apa domestică, care prezintă modurile în care oamenii au utilizat apa de-a lungul timpului.
- la etajul IV se prezintă tradițiile pompierilor din Arad și modul în care s-a făcut alimentarea cu apă a orașului de-a lungul timpului.
- la etajul V se găsește rezervorul de înmgazinare al apei, cu o capacitate de 300 mc, în care acum se poate urca pe o scară.